# Сидоров Георгій Семенович
Георгій Семенович Сидоров (6 травня 1918 — 26 лютого 1990) — радянський офіцер-артилерист, Герой Радянського Союзу (1943), учасник Німецько-радянської війни.

## Біографічні відомості
Народився 6 травня 1918 року в селі Юр'єво (нині Сухініцький район Калузької області Росії) в селянській родині. Росіянин. Закінчив 7 класів і курси рахівників. Працював рахівником у колгоспі.
У Червоній Армії з 1938 року. У 1941 році закінчив курси молодших лейтенантів.
На фронтах німецько-радянської війни з 1942 року. Був командиром батареї 205-го гвардійського гарматного артилерійського полку 1-ї гвардійської артилерійської дивізії прориву, 60-ї армії Воронезького (з 20 жовтня 1943 року перейменованого на 1-й Український) фронту.
Гвардії старший лейтенант Георгій Сидоров відзначився в початковий період оборонного етапу Курської битви 6 липня 1943 року, коли великі сили піхоти і танків противника потіснили радянські стрілецькі підрозділи. Упродовж трьох годин ввірена гвардії старшому лейтенанту Г. С. Сидорову артилерійська батарея відбила шість атак противника. Коли батарея була оточена, організував кругову оборону, знищив два танки і велику групу гітлерівців. У критичний момент бою гвардії старший лейтенант Сидоров викликав вогонь на себе, підбивши три танки і знищивши велику кількість ворожих солдатів. Отримавши зі штабу вказівки по виходу з оточення, з боєм вийшов із нього, організував дезорієнтовану піхоту і повів її в атаку. В результаті противник був відкинутий, положення було відновлено.
8 вересня 1943 року гвардії старшому лейтенанту Сидорову Георгію Семеновичу присвоєно звання Героя Радянського Союзу з врученням ордена Леніна і медалі «Золота Зірка» (№ 1092).
Після війни продовжував службу в армії. У 1947 році закінчив Вищу офіцерську артилерійську школу.
З 1960 року підполковник Г. С. Сидоров у запасі. Жив у місті Калуга. Працював машиністом насосних установок на Калузькому електромеханічному заводі. Помер 26 лютого 1990 року.